# Medina Alzahira
Medina Alzahira, castellanización del nombre en árabe: ﺍﻟﻤﺪﻳﻨـة ﺍﻟﺰﺍﻫﺮة‎, romanizado: Madīnat al-Zāhira, que significa «la ciudad floreciente», fue una ciudad palatina construida por Almanzor en el siglo X en las cercanías de Córdoba en la margen derecha del Guadalquivir. Su construcción se produjo entre los años 979 y 987. Almanzor abandonó Medina Azahara, se instaló en ella y la convirtió en el segundo centro administrativo y de poder del Califato de Córdoba, hasta que fue saqueada y destruida en abril de 1009. En la actualidad sólo se conservan algunos vestigios y se desconoce su ubicación exacta aunque haya varias hipótesis sobre la mesa. A la vez se dan diferentes fechas de construcción, pero se dan aproximaciones para contextualizar.

## Localización
A lo largo de los años han existido diferentes especulaciones sobre su asentamiento, desde el centro de la medina a su extremo occidental, para pasar después bordeando las riberas del río Guadalquivir por esta parte de la ciudad y dirigirse hacia oriente por la capital califal. A partir de la segunda mitad del siglo XX, la búsqueda tendrá de referencia un meandro del Guadalquivir al este de la medina, según refieren los textos de al-Maccarí. Esta sería la opción más acertada actualmente, la defienden Leopoldo Torres Balbás. 
Durante buena parte de siglo XIX y parte del XX se quiso ubicar hacia la Capilla de San Bartolomé puesto que se quería declarar como monumento histórico. Según Samuel de los Santos Gener, esta capilla es un edificio construido en el último tercio del siglo XIII. Una vez estudiado el edificio, esta controversia pasó y se dejó de vincular con el palacio de Almanzor. Otro autor del siglo XX como Ramírez Arellano la situó «entre la ermita de la Fuensanta y la cuesta de la pólvora y las casas del barrio de Santiago». Continuamos con el arquitecto y restaurador Velázquez Bosco que tras examinar los restos de Moroquil, descarta que sean los de la fundación de Almanzor y se orienta a que sean los de Alamiriyya basándose de nuevo, en los textos en al-Maccarí. 
Según la catalogación de la BNE se puede datar sobre 1950 un plano de la Córdoba del siglo de autor desconocido y depositado en la institución. En este se indica el camino que va en paralelo al río sobre la Alameda, se dirige hacia Medina Alzahira en dirección a poniente. De igual forma, desemboca en él un supuesto puente construido por Almanzor. Este plano fue comparado con uno de similares características de las excavaciones de Medina Azahara publicado en el 1929 por Castejón, encontramos varias semejanzas que nos hacen creer una posible y acertada localización del conjunto.

## Construcción
Tan pronto como comenzó a gobernar en el nombre del califa Hisham II en el 978, Almanzor inició la construcción de un magnífico palacio al este de Córdoba, en la margen derecha del Guadalquivir.

## Población
Almanzor llevó primero a su propia familia: esposas, hijos y parientes cercanos con todos sus siervos, entonces llegaron también un buen número de obreros, de artesanos y de artistas para trabajar allí. Desde ese momento, el haŷib la convirtió en el centro de su poder, y un gran número de funcionarios civiles y religiosos fueron inducidos a trasladarse a Medina Alzahira, estableciéndose en los alrededores de la propiedad para aprovechar los privilegios ofrecidos generosamente por su señor. La ciudad estaba fortificada, con lo cual es lógico que muchos soldados residieran también allí, lo cual atraería negocios tales como depósitos de armas y forja, comedores, clínicas y almacenes de víveres. Los mercaderes no tardarían en llegar, impulsados por la esperanza de lograr negocios lucrativos, dando lugar a la aparición de tiendas y zocos.

## Destrucción
Los hijos de Almanzor no estaban a la altura de su padre, provocando como consecuencia la decadencia de la ciudad. El 15 de febrero de 1009 la ciudad fue invadida por el pueblo de Córdoba. Todos los bienes muebles fueron saqueados y los edificios, monumentos, fuentes y muros de la ciudad fueron destruidos con furia. Nada debía permanecer para recordar a la efímera dinastía amirí, todo fue destruido y abandonado. 
El arquitecto y arqueólogo Leopoldo Torres Balbás nos expresa acerca de la ruina de Alzahira que fue tan completa que no dejó eco en su nombre en la tradición local, ni recuerdo del lugar que ocupó. Este menciona que Muhámmad II al-Mahdi ordenó arrasar e incendiar totalmente la ciudad palatina sin dejar piedra sobre piedra. Esto también fue defendido por Évariste Lévi-Provençal, no duda en situar el complejo en un meandro a orillas del Guadalquivir como antes tratamos. 